# 花拉·罕
花拉·罕·昆特（英語：Farah Khan Kunder，1965年1月9日—）是一名印度著名編舞、电影导演、演員和電視主持人。她六次获得过印度国家电影奖的最佳編舞獎。她執導的有名作品是2007年的喜剧片《珊蒂別傳》，本片當年是寶萊塢票房最高的電影。